# Javier (Leyte)
Javier, oficialmente Municipio de Javier, es un municipio de cuarta clase en la provincia de Leyte, Filipinas. Según el censo de 2015, tiene una población de 25.379 personas.
Javier es una ciudad rural a aproximadamente 73 kilómetros al sur de la ciudad de Tacloban, se encuentra entre los límites de Baybay en su lado oeste y las ciudades de MacArthur y Abuyog, a lo largo del Golfo de Leyte. Tiene costas muy estrechas y llanuras costeras frente al Pacífico.

## Barrios
Javier se subdivide políticamente en 28 barangays o barrios.
- Abuyogay
- Batug
- Binulho
- Bonifacio (Pundok)
- Calzada
- Cancayang
- Caranhug
- Caraye
- Casulungan
- Comatin
- Guindapunan
- Inayupan
- Laray
- Magsaysay
- Malitbogay
- Manarug
- Manlilisid
- Naliwatan
- Odiong
- Picas Norte (Curba)
- Pinocawan
- Población Zona 1
- Población Zona 2
- Rizal
- Santa Cruz (Katun-an)
- Talisayan
- San Sotero (Tambis)
- Ulhay

## Sitios de interés

### Patrimonio Natural
- Black Sand Beach in Casulungan
- Bito Falls in Caraye
- Buga in Caraye
- Circumferential Road
- Lake Bito
- Mat-i Falls
- Sangat in Odiong
- Binunggak Farm in Odiong Purok 3
- Overview at Guindapunan

### Patrimonio Cultural
- East Visayan Adventist Academy Complex (EVAA)
- New St. Micheal Parish Church
- Sto. Niño Shrine